# Meister von Frankfurt

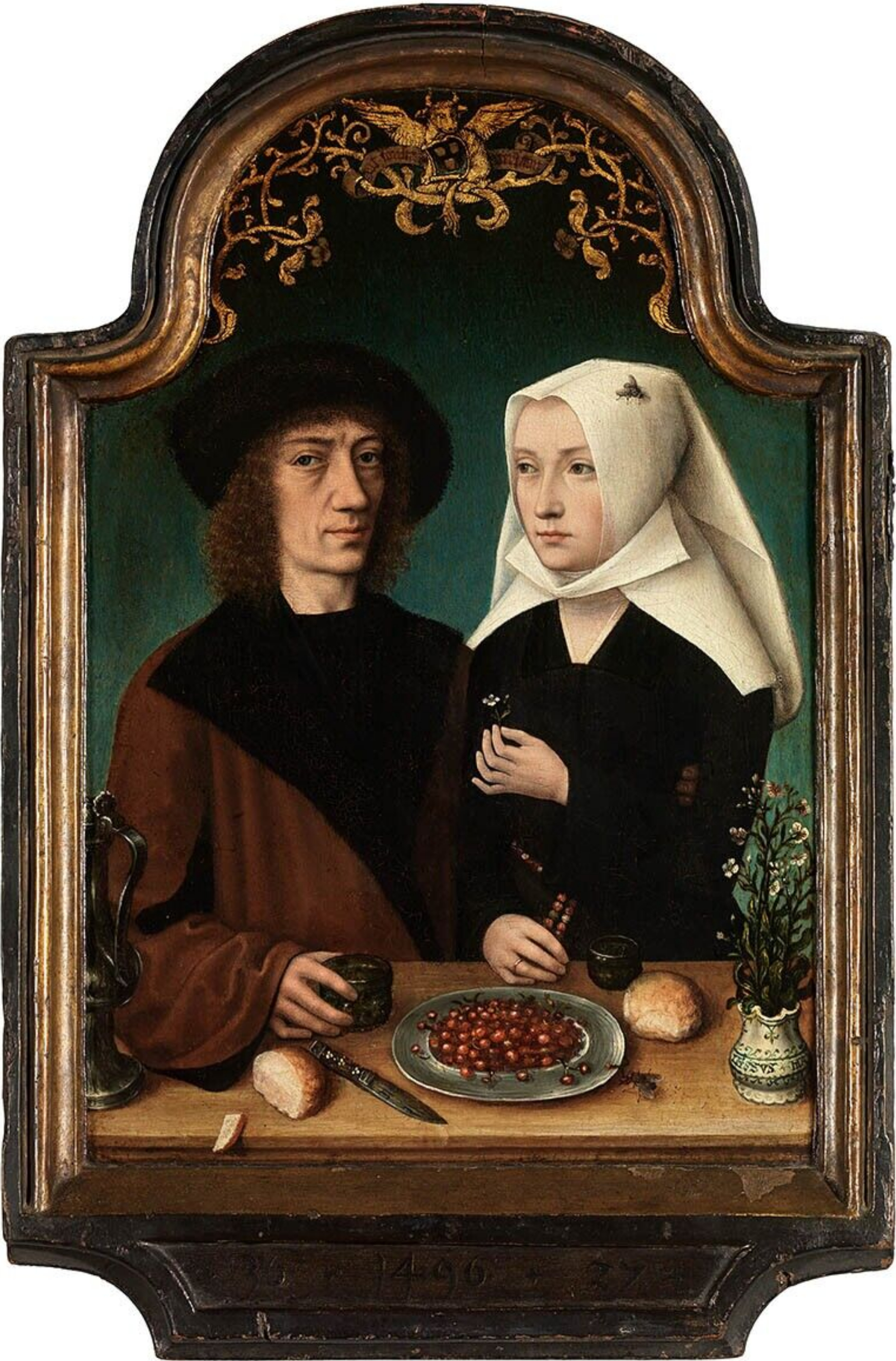
Selbstporträt des Künstlers mit seiner Frau (1496)

Der Meister von Frankfurt (* 1460; † 1533?) war ein heute namentlich unbekannter flämischer Maler der Renaissance. Der Notname rührt nicht von seiner Herkunft her, sondern von der Tatsache, dass seine bedeutendsten Werke, ein Kreuzigungs-Triptychon mit den Stifterbildnissen der Familie Humbracht sowie der Annenaltar in Frankfurt am Main in Auftrag gegeben wurden.
1841 ordnete Passavant das Humbracht-Triptychon des Städelschen Kunstinstituts dem Frankfurter Maler Conrad Fyoll (um 1425–1486) zu. Diese Zuschreibung widerlegten Donner von Richter (1896) und Max J. Friedländer (1917). 1897 beschrieb der damalige Leiter des Städel, Heinrich Weizsäcker, eine Gruppe von Werken, die er aufgrund stilistischer und kompositorischer Gemeinsamkeiten einem „Meister von Frankfurt“ zuordnete. Die 1949 von A. J. Delen vorgeschlagene Gleichsetzung des Meisters von Frankfurt mit dem zeitgenössischen Maler Hendrik van Wueluwe, der noch Goddard 1984 gefolgt war, wurde 1987 von Reindert Falkenburg und 1988 von Rainald Grosshans widerlegt.

## Leben
Über das Leben des Künstlers gibt es kaum gesicherte Informationen. Er war wahrscheinlich in Antwerpen bis 1518 aktiv. Die stilistische Verwandtschaft seiner Werke mit denen von Hugo van der Goes legen es nahe, dass van der Goes sein Lehrmeister war. Vermutlich war er der Kopf einer der größten Künstlerwerkstätten Antwerpens, die mit „schablonenhaft eingesetzten Einzelmotiven wie Motivgruppen und mit standardisierten Brokatmustern […] die Bildherstellung bis hin zur ‚Massenproduktion‘“ vereinfachte.

## Werke

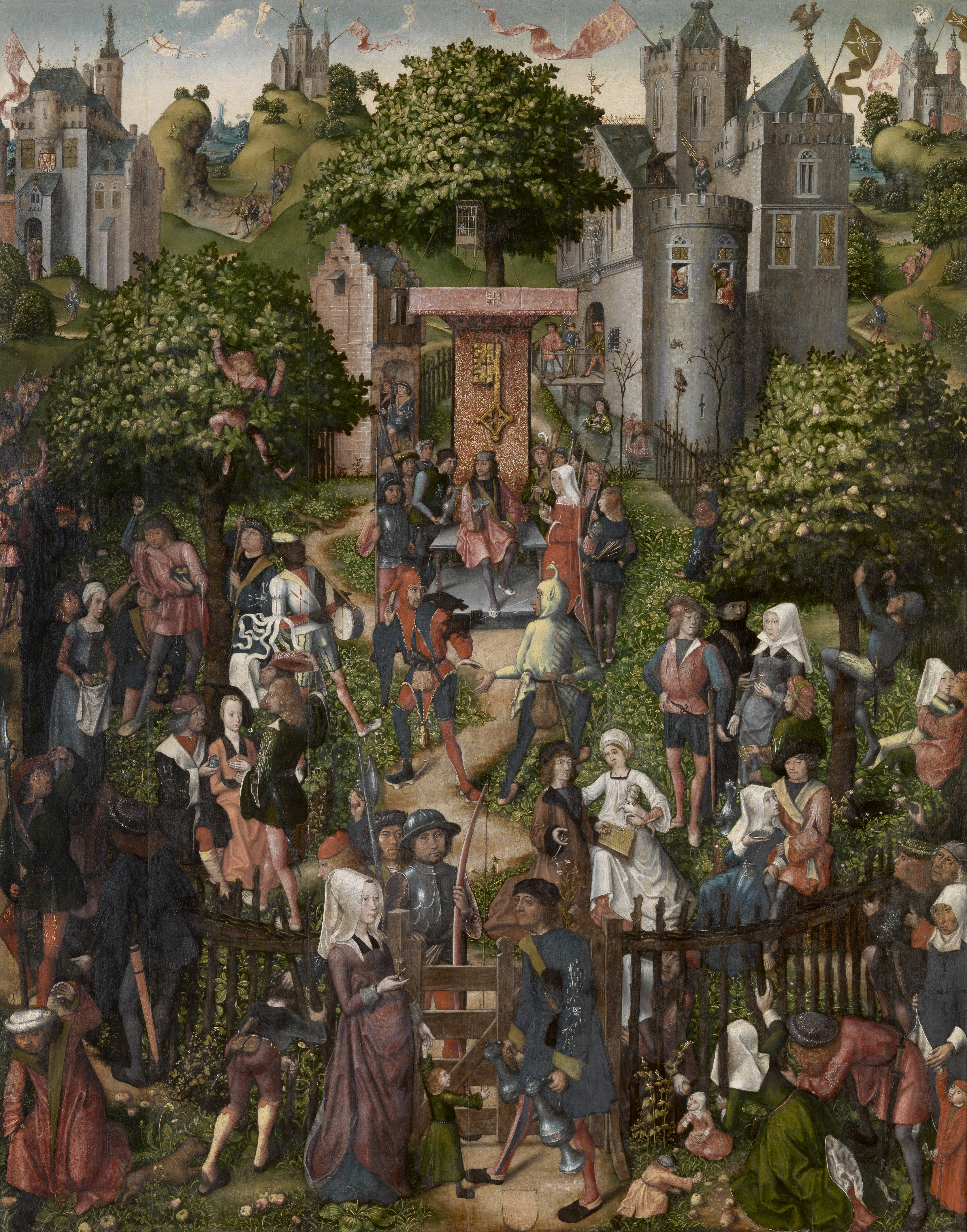
Das Schützenfest (1493)

Die Werke des Meisters von Frankfurt werden ihm nicht durch seinen Namen, sondern durch den Malstil zugeordnet, so zum Beispiel Das Schützenfest, eine Allegorie von 1493.
Sein Selbstporträt des Künstlers mit seiner Frau (heute im Königlichen Museum der Schönen Künste in Antwerpen) ist mit 1496 datiert und verrät, dass er zum Zeitpunkt der Fertigstellung 36 Jahre alt war, wodurch das Geburtsjahr errechnet wurde.
1505 wurde der Annenaltar im Frankfurter Dominikanerkloster gestiftet.
Im Besitz des Frankfurter Städel ist das Triptychon mit der Kreuzigung Christi, den hl. Nikolaus und Margarete sowie der Stifterfamilie Humbracht, das sich seit Beginn des 16. Jahrhunderts in Frankfurt befindet.
In der Staatlichen Kunsthalle Karlsruhe wird ein Anna Selbdritt-Triptychon des Meisters aufbewahrt.
Die Galerie Alte Meister in Dresden beherbergt zwei Tafeln der Werkstatt, einen hl. Andreas mit Stifter und eine hl. Hedwig.
Ein Retabel mit der Taufe Christi, der Stigmatisierung des heiligen Franziskus und dem Erzengel als Seelenwäger im Museu Nacional d’Art de Catalunya in Barcelona ebenfalls dem Meister von Frankfurt zugeschrieben.
In der Werkstatt des Meisters von Frankfurt wurden zahlreiche Kopien seiner Vorgänger Rogier van der Weyden und Hugo van der Goes angefertigt.